# Never Forget
Never Forget, znany również w języku islandzkim jako Mundu eftir mér – utwór islandzkich piosenkarzy Grety Salóme Stefánsdóttir i Jóna Jósepa „Jónsiego” Snæbjörnssona napisany przez Salóme, wydany jako singiel w marcu 2012 roku oraz umieszczony na jej debiutanckiej płycie studyjnej zatytułowanej In the Silence z tegoż roku.
W styczniu 2012 roku utwór został zakwalifikowany do stawki konkursowej krajowych eliminacji eurowizyjnych Söngvakeppni Sjónvarpsins 2012. 14 stycznia został zaprezentowany przez duet w pierwszym półfinale eliminacji i awansował do organizowanego 11 lutego finału, w którym zajął ostatecznie pierwsze miejsce po zdobyciu największej liczby 22 punktów w głosowaniu jurorów (1. miejsce) i telewidzów (2. miejsce z liczbą 18 649 głosów), dzięki czemu został wybrany na propozycję reprezentującą Islandię w 56. Konkursie Piosenki Eurowizji organizowanym w Baku. 
Po wygraniu Söngvakeppni Sjónvarpsins 2012 duet nagrał anglojęzyczną wersję zwycięskiego utworu – „Never Forget”. W maju numer ogłoszony jednym z głównych faworytów Międzynarodowego Stowarzyszenia Miłośników Eurowizji (OGAE) do wygrania Konkursu Piosenki Eurowizji. 22 maja utwór został zaprezentowany przez duet z drugim numerem startowym w pierwszym półfinale konkursu i z ósmego miejsca awansował do finału, w którym zajął ostatecznie dwudzieste miejsce po uzyskaniu 46 punktów.

## Lista utworów
CD single
1. „Never Forget” – 3:00

## Notowania na listach przebojów
| Kraj     | Lista (2012)               | Najwyższe miejsce |
| -------- | -------------------------- | ----------------- |
| Islandia | Singles Top 20             | 2                 |
| Belgia   | Singles Top 100 (Flandria) | 80                |